# Bernard de Ventadour

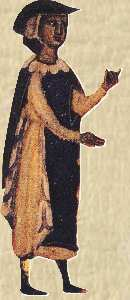
Bernard de Ventadour

Bernard de Ventadour (± 1135 - ± 1200) ook bekend onder de naam Bernart de Ventadorn  was een troubadour die zong in de Langue d'Oc, vaak ook Occitaans genoemd.
Hij was waarschijnlijk de zoon van een bakker van het Kasteel Ventadour. Op dat kasteel was het ook waar hij voor het eerst furore maakte. Alhoewel de heer van het kasteel Elbe III van Ventadour in eerste instantie zeer op hem gesteld was, verkoelde die relatie nadat Elbe ontdekte dat Bernart zijn vrouw, Marguerite de Turenne, het hof maakte.
Bernard zag zich gedwongen het kasteel te verlaten en de wereld in te trekken en zijn geld te verdienen als troubadour. Zijn weg leidde hem langs Montluçon en Toulouse, maar uiteindelijk belandde hij aan het hof van Eleonora van Aquitanië. Hij volgde haar naar Engeland toen Eleonora trouwde met de Engelse koning Hendrik II van Engeland.
Uiteindelijk ging hij weer terug naar Frankrijk waar hij aan het hof van de Graven van Toulouse verbleef. De laatste jaren van zijn leven sleet hij in een klooster in de Dordogne.
Hij liet een voor middeleeuwse begrippen ongelofelijke hoeveelheid gedichten en liederen na, 45 gedichten en 18 muziekstukken. Zijn werk is tijdens zijn leven en na zijn dood van grote invloed geweest op andere troubadours in Frankrijk.